# Hooglede
Hooglede (vls. Ooglee) – miejscowość i gmina (gemeente) w Belgii, w Regionie Flamandzkim, w prowincji Flandria Zachodnia, w okręgu Roeselare. 1 stycznia 2024 liczyła 10 235 mieszkańców.

## Podział administracyjny
W skład gminy wchodzi jedna dzielnica (deelgemeente):
- Gits